# Paul Allen
 (juin 2020).
Si vous disposez d'ouvrages ou d'articles de référence ou si vous connaissez des sites web de qualité traitant du thème abordé ici, merci de compléter l'article en donnant les références utiles à sa vérifiabilité et en les liant à la section « Notes et références ».
Pour les articles homonymes, voir Paul Allen (animateur) et Allen.
Paul Gardner Allen, né le 21 janvier 1953 à Seattle (État de Washington, États-Unis) et mort le 15 octobre 2018 dans la même ville, est un informaticien, chef d'entreprise, homme d'affaires et mécène américain. 
Pionnier et visionnaire dans le domaine de la micro-informatique, il cofonde en 1975, avec Bill Gates, la société Microsoft. Il est aussi patron actionnaire d'un empire financier de multiples sociétés dans les domaines des hautes technologies, de la recherche, des médias et des sports, regroupées pour la plupart sous la société mère Vulcan Ventures. En 2011, Paul Allen est considéré comme le 57e homme le plus riche au monde avec une fortune personnelle de 13 milliards de dollars.

## Biographie
Paul Allen est né à Seattle dans l'État de Washington aux États-Unis le 21 janvier 1953. Fils d'un bibliothécaire, il découvre l'informatique à la Lakeside School, école privée de Seattle, où il devient ami avec Bill Gates. L'école loue à la compagnie multinationale General Electric du temps d'utilisation d'un ordinateur PDP-10 avec lequel il réalise avec son ami Bill Gates son premier programme informatique : un jeu de morpion.

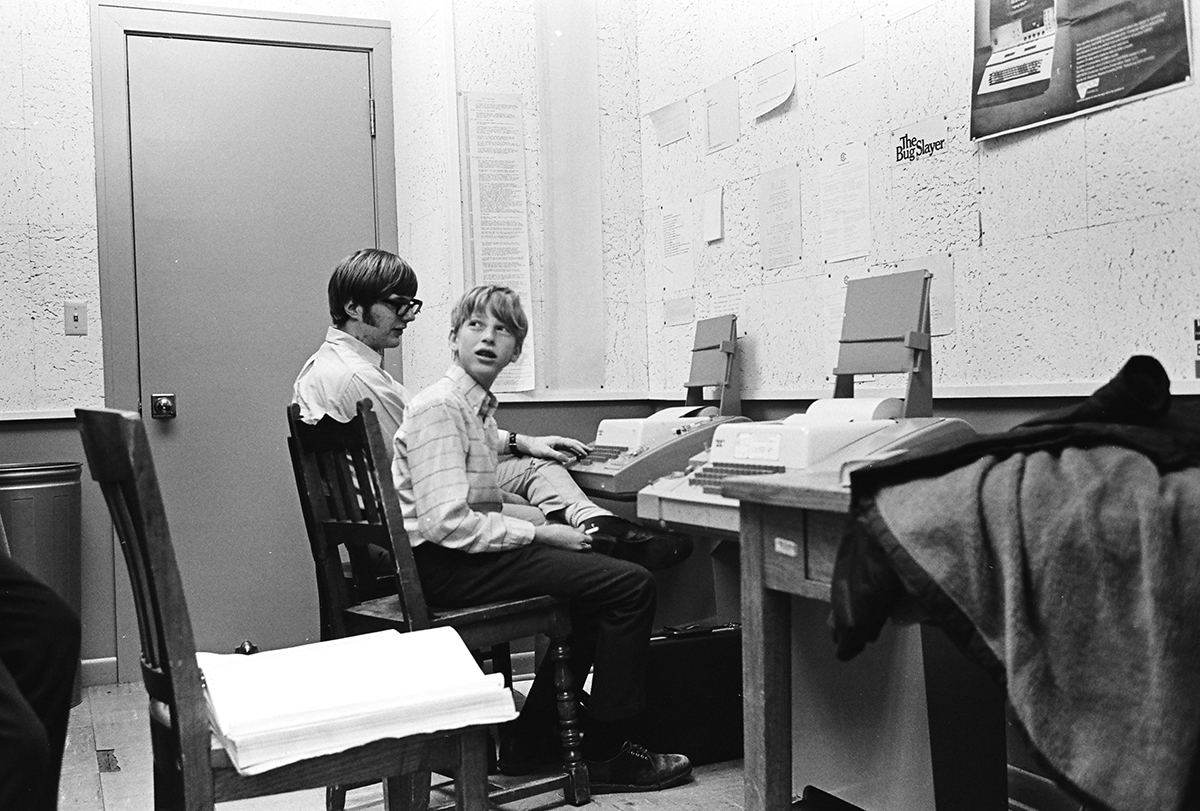
Assis devant un Teletype Model 33 ASR avec Bill Gates à la Lakeside School de Seattle en 1970.

En 1968, âgé de 15 ans, il fonde avec son ami Bill Gates, âgé de 13 ans, et quelques autres, le Lakeside Programmers Group et parvient à trouver quelques clients essentiellement pour tester, déboguer, optimiser et sécuriser des programmes informatiques existants écrits en langage assembleur.
Paul Allen poursuit ses études à l'université d'État de Washington qu'il abandonne au bout de deux ans pour devenir programmeur dans la société de domotique industrielle Honeywell à Boston, mais son ami d'école Bill Gates le pousse à rapidement tout laisser tomber pour fonder une société avec lui. Allen suggère le nom de Microsoft, mélangeant les termes de microcomputer (« micro-ordinateur ») et software (« logiciel »).

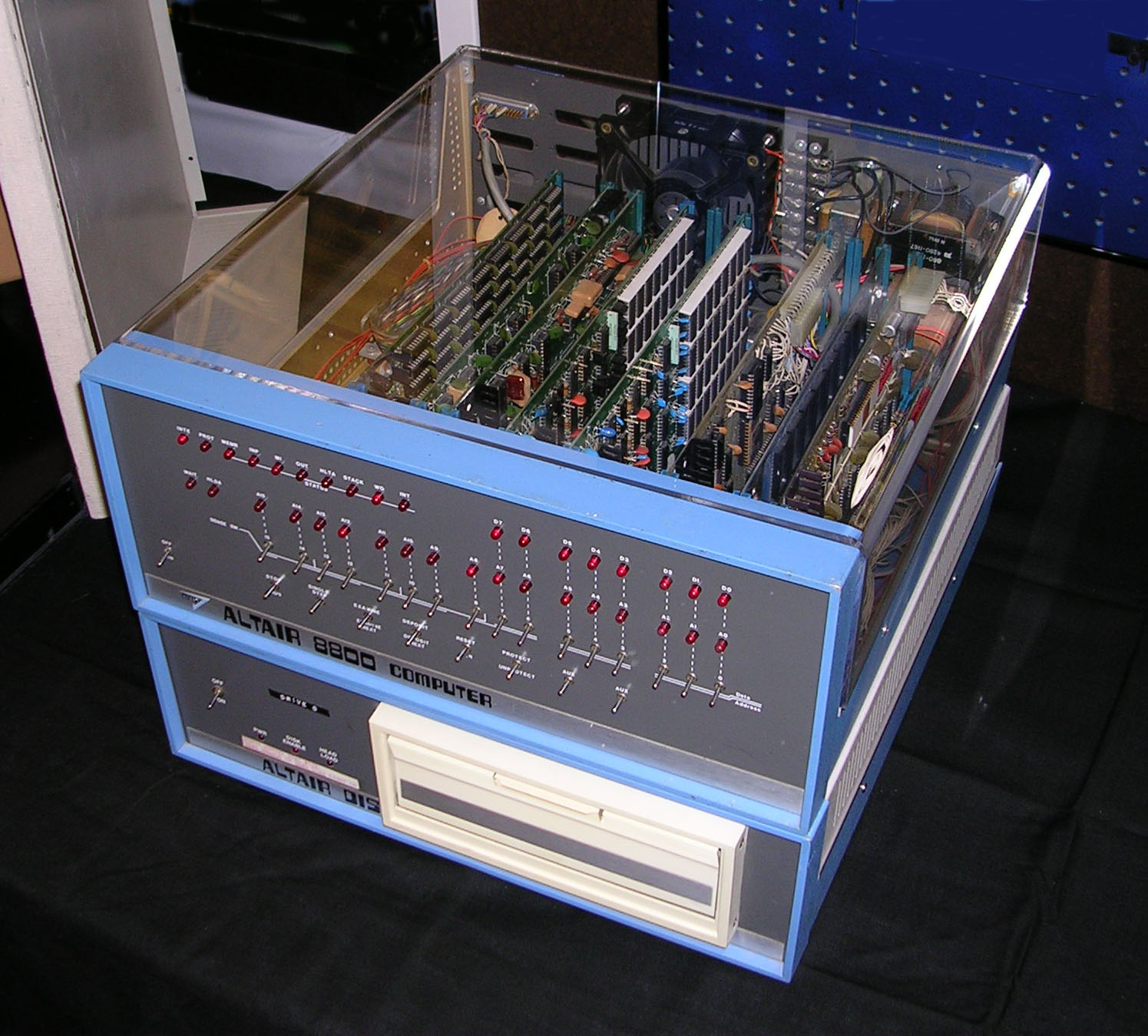
Altair 8800 de 1975.

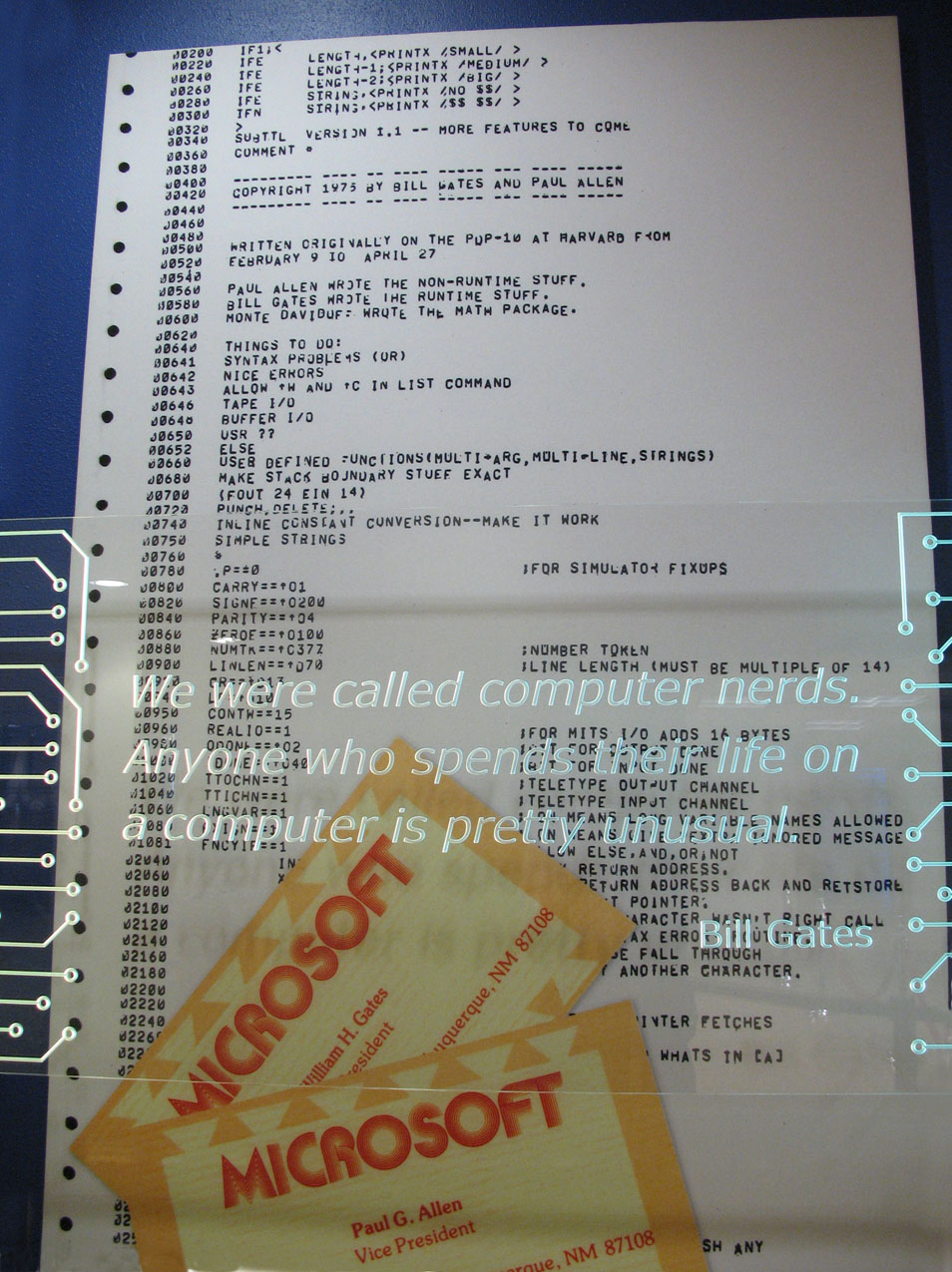
et Altair BASIC.

Il codéveloppe avec Bill Gates un interpréteur Altair BASIC pour l'Altair 8800. Ce sera le premier langage de programmation développé pour le premier ordinateur personnel. Ce sera également le premier logiciel édité par Microsoft (appelé alors Micro-Soft), fondée pour l'occasion en 1975, alors qu'Allen (vice-président) est âgé de 22 ans, et Gates (président) de 19 ans, dans un motel de l'U.S. Route 66 à Albuquerque au Nouveau-Mexique.
Allen négocie l'achat par Microsoft du système d'exploitation QDOS pour 50 000 dollars. Après l'avoir légèrement remanié pour en faire le PC-DOS (premier MS-DOS), Paul Allen et Bill Gates, assistés par le père de Gates, William Henri Gates II, important et brillant juriste et avocat d'affaires international, parviennent à le vendre au géant de l'informatique IBM pour équiper son nouveau produit : le micro-ordinateur IBM PC à base de microprocesseur x86 Intel 8088. Microsoft est propriétaire de tous les droits d'auteur et de commercialisation de MS-DOS et parvient à négocier avec le géant IBM un dividende de 35 dollars par copie de MS-DOS vendue par IBM PC à partir de 1981. C'est la fortune, car le PC se vend en quelques années à des millions d'exemplaires, et le succès ne cessera plus de croître jusqu'en 2000. Microsoft gère très bien ses filières : le succès de PC-DOS et MS-DOS finance un Windows au début déficitaire, le succès de Windows financera Windows NT, au début déficitaire, etc. Microsoft crée également de multiples logiciels évolutifs associés.

Vulcan Ventures à Seattle.

Paul Allen, qui est plus technicien que commercial, devient directeur technique et laisse à Bill Gates le soin du management et du marketing de Microsoft tout en restant un des actionnaires principaux.
À la suite du diagnostic en 1982 d'un lymphome de Hodgkin et à son traitement par plusieurs mois de radiothérapie, il quitte son poste de directeur technique de Microsoft en 1983 tout en restant au conseil d'administration et actionnaire. Il devient homme d'affaires et mécène en fondant et gérant un empire de sociétés dont il est fondateur, mécène ou actionnaire. Ces sociétés sont chapeautées par sa société mère Vulcan Ventures, dont Charter Communications, DreamWorks SKG, Oxygen Media et plus d’une quarantaine d’autres sociétés dans les domaines des hautes technologies et des médias...

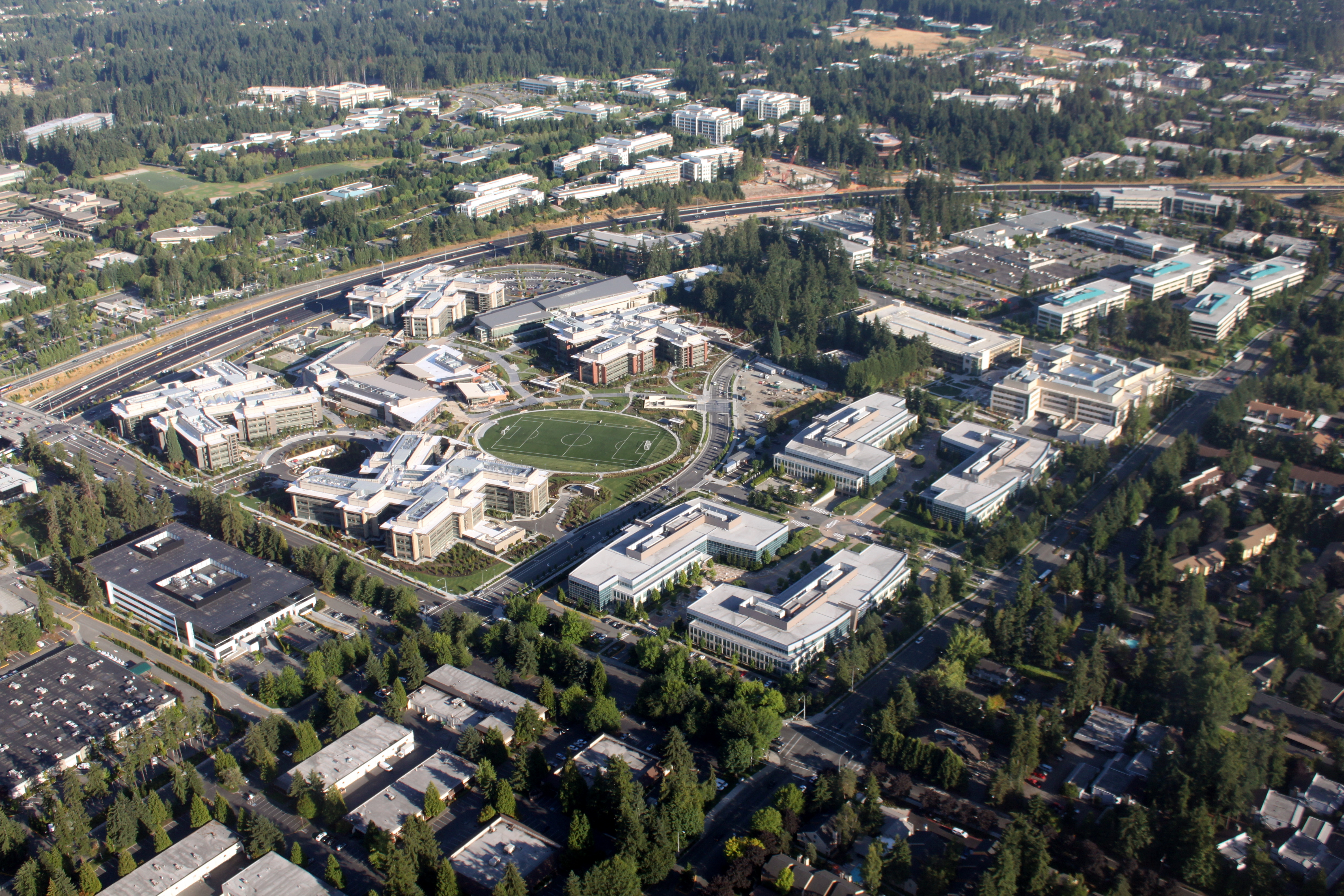
Microsoft Redmond campus à Redmond près de Seattle.

En 1986, Microsoft fait son entrée en bourse. Ses deux fondateurs sont parmi les hommes les plus riches du monde, multimilliardaires avec à ce jour 13 milliards de dollars pour Paul Allen et plus de 130 milliards de dollars pour Bill Gates (2021) selon Forbes.

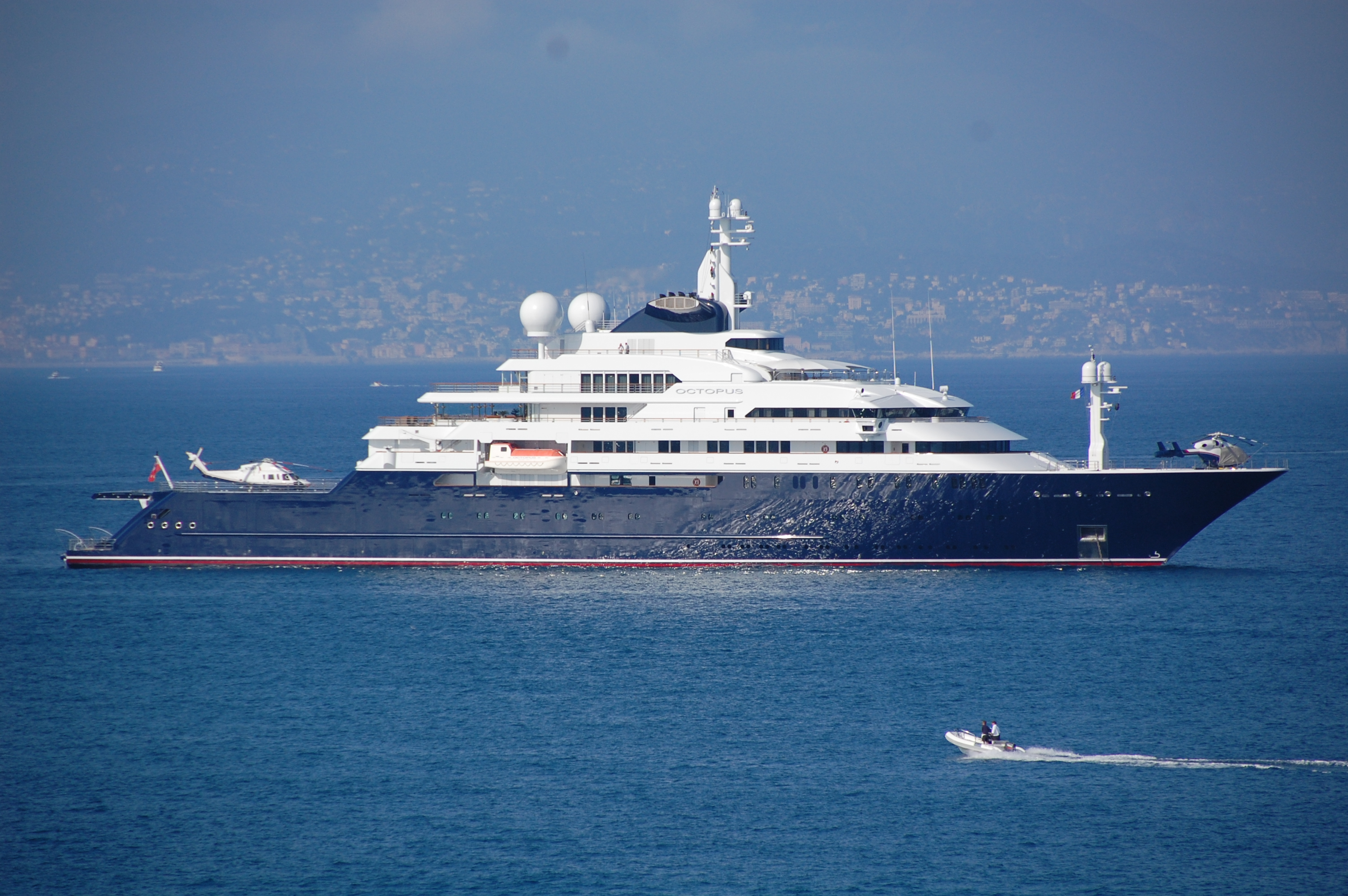
LOctopus.

En 1995, Paul Allen est à nouveau touché par la maladie de Hodgkin dont il parvient à guérir après plusieurs mois de radiothérapie et après une transplantation de moelle osseuse.
En 1997, il fonde la société Vulcan Productions (en), société de production de films de cinéma.
En novembre 2000, Paul Allen démissionne du conseil d'administration de Microsoft et en reste uniquement actionnaire.

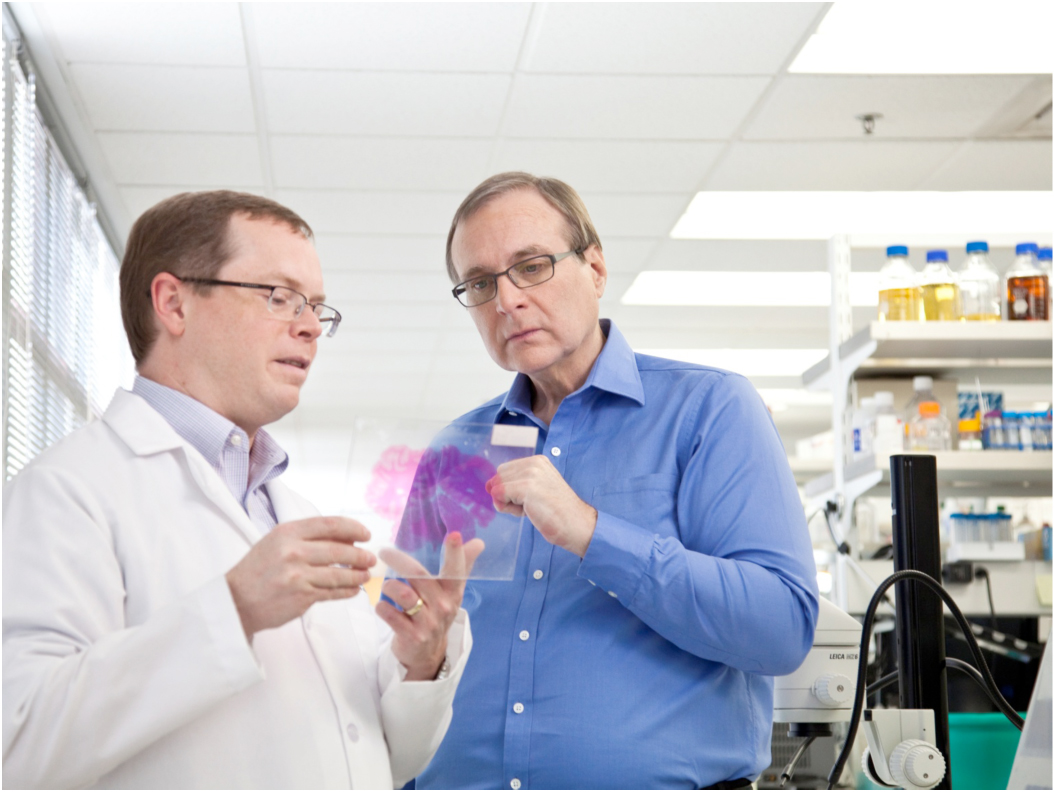
Avec le PDG Allan Jones de l'Allen Institute for Brain Science de Seattle en 2011.

En 2003, il se fait construire le plus long et le plus luxueux yacht de la planète, qui atteint 127 m de long, qu'il baptise Octopus (en 2012, ce yacht n'est plus que le 12e plus long du monde).
En 2003, il fonde aussi le Allen Institute for Brain Science (en) pour lequel il donne au cours de sa vie 2 milliards de dollars. Ceci permet la création d'outils utilisés par de nombreux scientifiques du monde entier.

SpaceShipOne et Scaled Composites White Knight en 2003.

Le 4 octobre 2004, il remporte le prix de l’Ansari X Prize et dix millions de dollars après avoir financé et mis au point le SpaceShipOne, le premier vaisseau spatial civil privé envoyé dans l’espace. Il a personnellement participé à son vol inaugural.
Le 16 novembre 2009, Jody Allen (en), CEO de Vulcan et sœur de Paul, annonce publiquement que son frère s'est vu diagnostiquer un lymphome non hodgkinien pour lequel il a commencé une chimiothérapie.

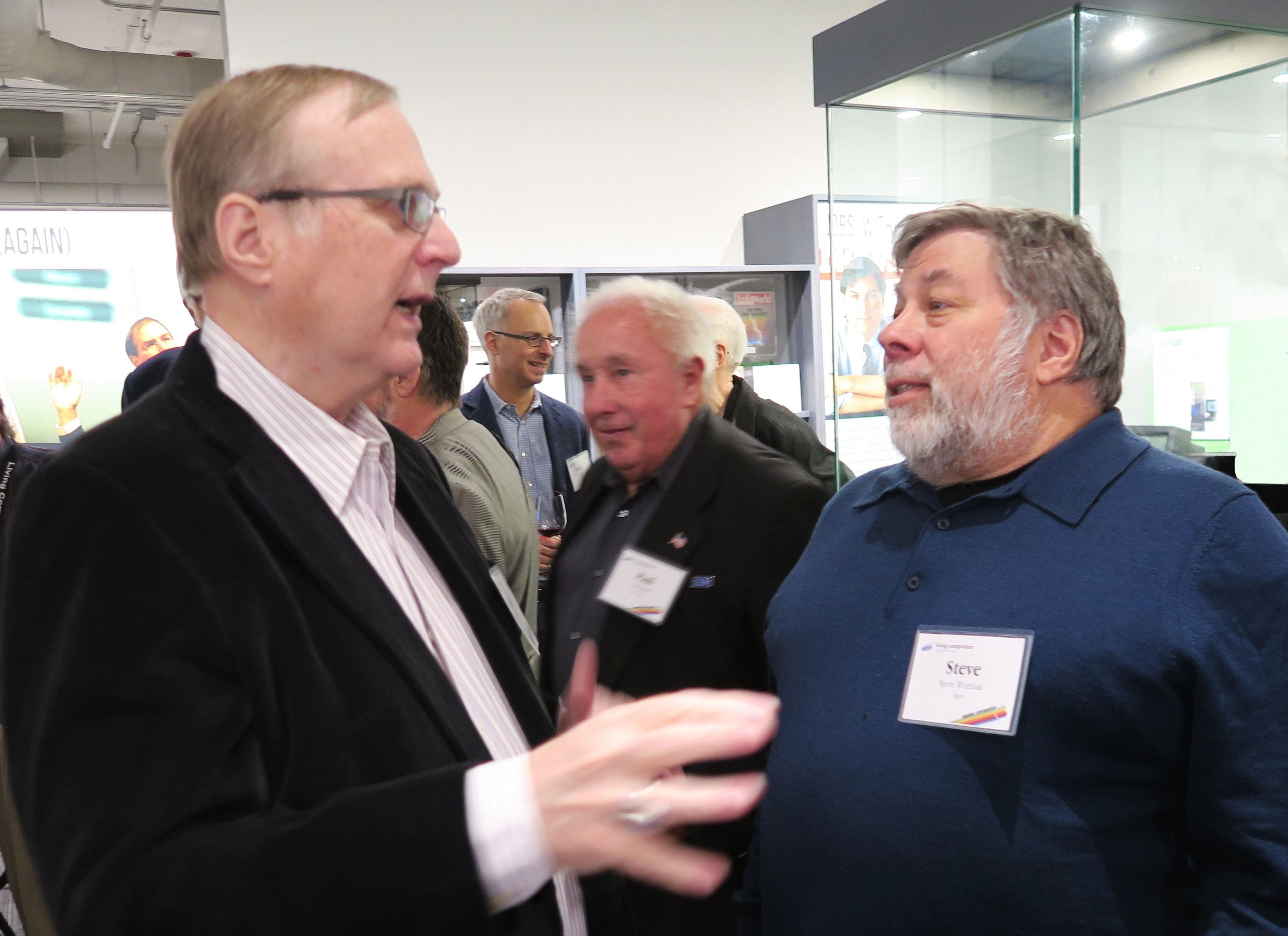
Avec Steve Wozniak (cofondateur d'Apple) au musée Living Computers: Museum + Labs de Seattle en 2017.

Le 15 juillet 2009, Paul Allen s'engage officiellement à léguer une partie de sa fortune à des œuvres philanthropiques comme Bill Gates et Warren Buffett, en adhérant au Giving Pledge.
En 2011, il fonde Stratolaunch, un projet d’avion gigantesque lanceur de fusées, basé à Mojave, dans le désert californien.

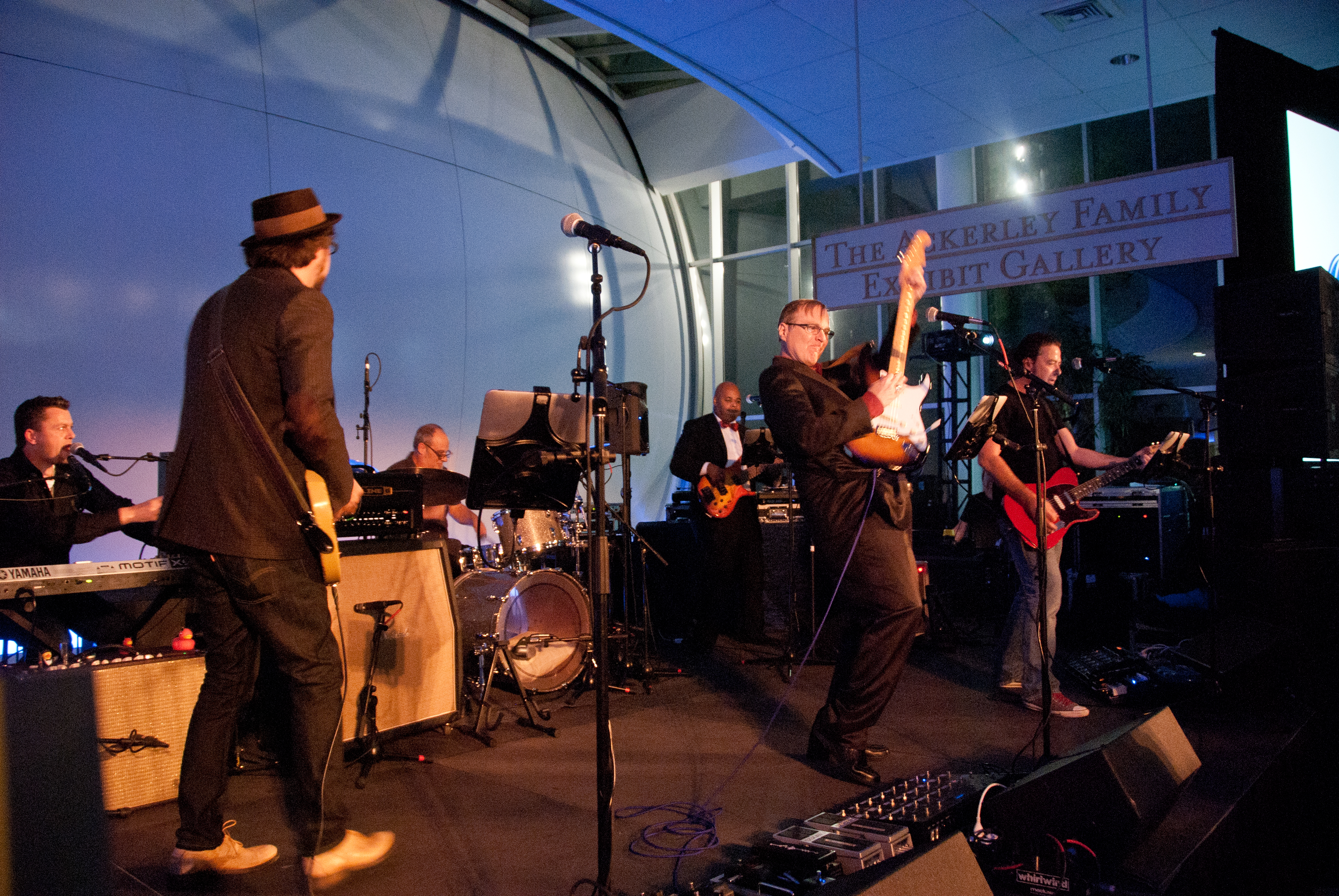
À la guitare électrique avec le groupe Underthinkers au gala du 10e anniversaire de l'Allen Institute for Brain Science.

Collectionneur d'art avec sa collection Paul Allen, il possède entre autres une version des Poseuses de Seurat, rachetée à la famille d'Heinz Berggruen et considérée comme plus importante que la version de la fondation Barnes de Philadelphie.
En janvier 2016, son superyacht MV Tattoosh détruit 80 % d'un récif corallien protégé près des îles Cayman.
Il a une passion pour la volcanologie. En 2017, il se rend à La Réunion pour visiter le piton de la Fournaise. Le milliardaire l'a survolé lorsqu'il était en éruption et s’est ensuite rendu à Sainte-Rose et à Saint-Philippe pour observer les coulées et la route des laves.

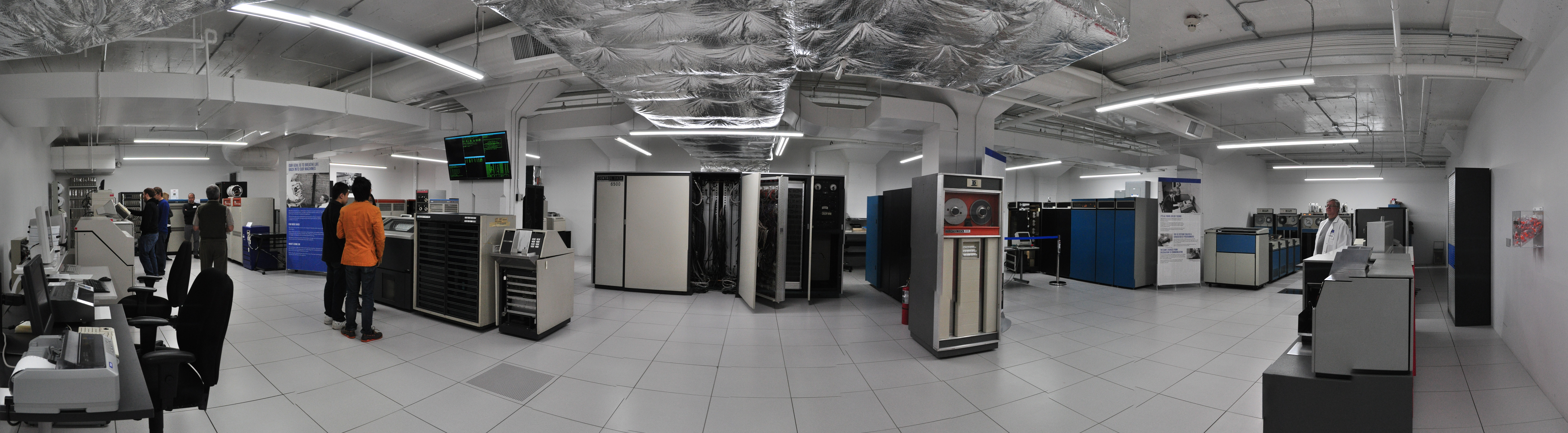
Musée Living Computers: Museum + Labs de Seattle fondé par Paul Allen en 2012.

En novembre de la même année, son nom apparaît dans les révélations des Paradise Papers,.

### Mort
Paul Allen meurt le 15 octobre 2018 des suites de complications dues à un lymphome non hodgkinien, à l'âge de 65 ans.

## Sports: basket-ball et football américain

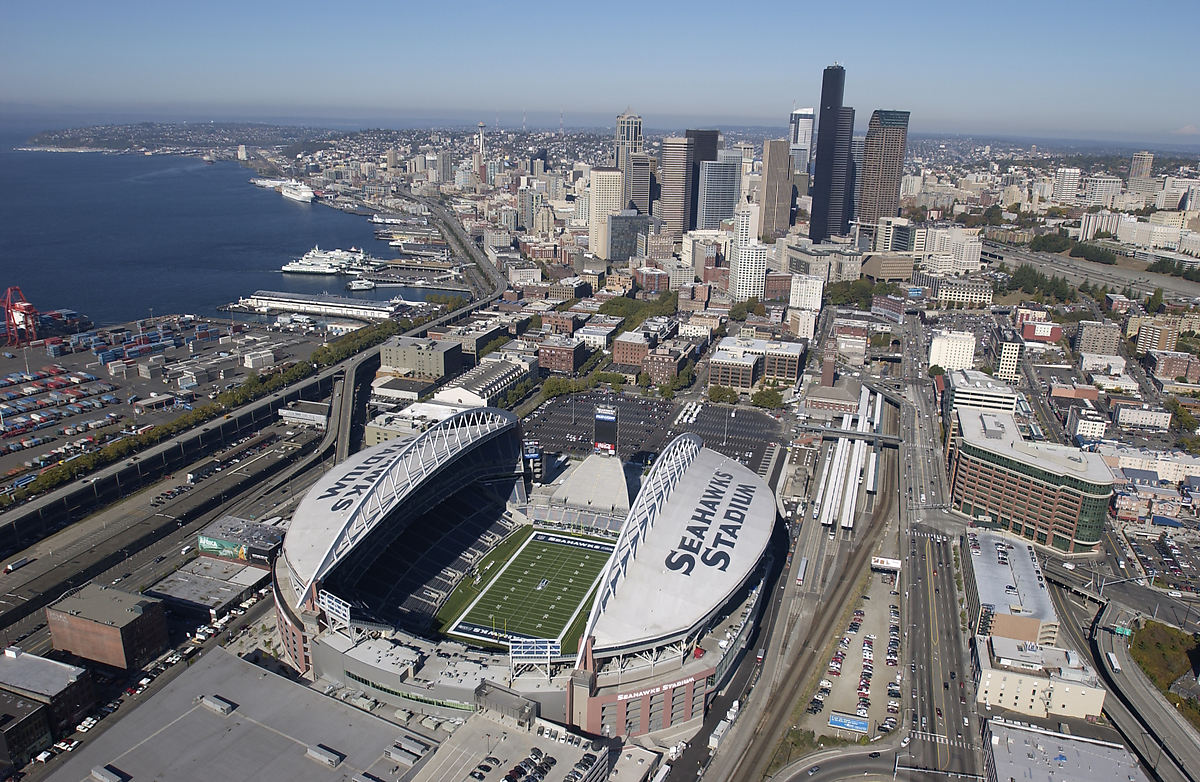
Seahawks Stadium des Seahawks de Seattle.

Paul Allen est un important patron d'équipe de sports américains de basket-ball NBA et de football américain. Il possédait et finançait deux équipes américaines de haut niveau : 
- l'équipe de football américain des SeaHawks (faucons des mers) de Seattle qui sont parvenus pour la première fois de leur histoire en finale du championnat de football américain Super Bowl en 2006 pour le titre de champion de la Ligue nationale de football et qui l'ont gagné en 2014 ;
- l'équipe de basket-ball NBA des Trail Blazers de Portland dans l'Oregon rachetée par Paul Allen dans les années 1990.

## Domaine aérospatial

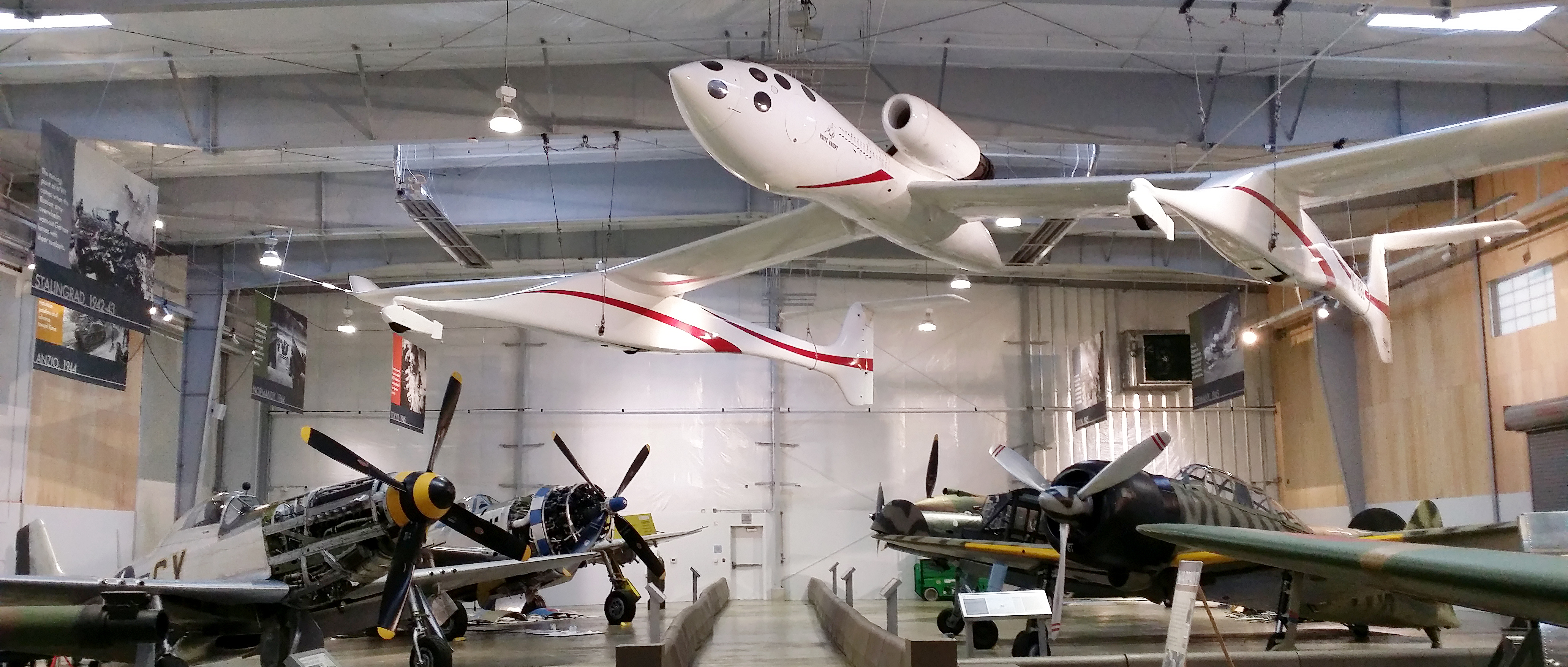
Spaceship One White Knight du Flying Heritage & Combat Armor Museum de l'aéroport du Paine Field d'Everett, près de Seattle.

Depuis sa prime jeunesse, Paul Allen s'est passionné pour le monde aéronautique et pour la conquête spatiale. De là est issu son intérêt pour les warbirds, ces avions de combat de la Seconde Guerre mondiale, dont il entretient en état de vol une riche collection ouverte au public, la Flying Heritage Collection. Créée en 2004 à Everett, dans l'État de Washington, cette collection constitua la base de son musée Flying Heritage & Combat Armor Museum, ouvert sur l'aéroport d'Everett. La collection compte une trentaine d'avions parmi lesquels Supermarine Spitfire, North American P-51 Mustang, Focke-Wulf Fw 190, Iliouchine Il-2, et même un MiG-29.

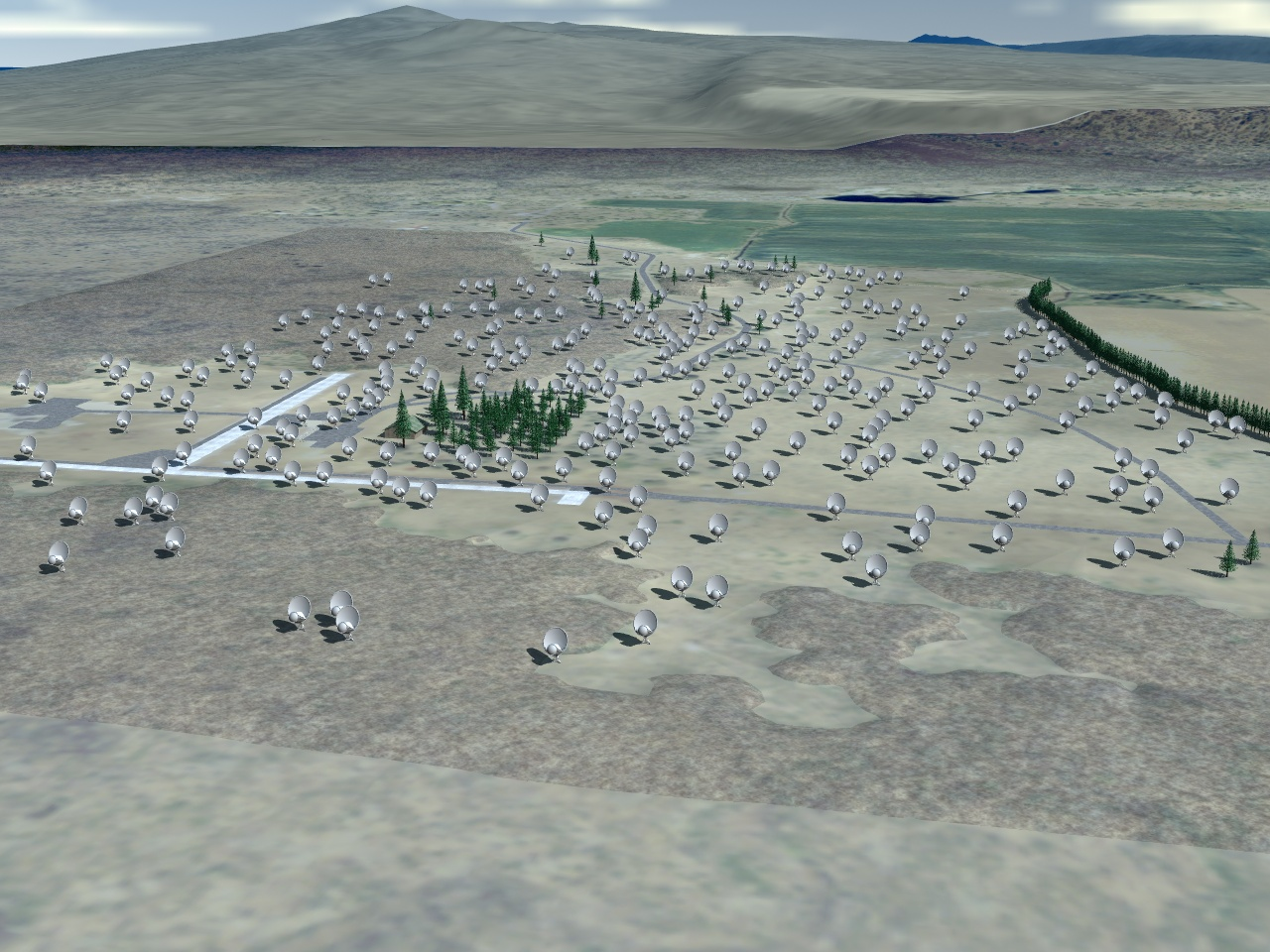
L'Allen Telescope Array en Californie.

Cet intérêt pour un glorieux passé aéronautique le mène aussi à s'intéresser au devenir de l'aviation, il devient ainsi actionnaire de la société Scaled Composites qui a créé le SpaceShipOne, un avion suborbital capable de monter dans l'espace.
Son nom a été donné au radiotélescope Allen Telescope Array qu'il a financé en tant que mécène et qui permet entre autres, de surveiller un million d'étoiles à la recherche d'émissions radio électriques d'origine extraterrestre.
En 2017, la société Stratolaunch dévoile qu'il finance un avion géant, le Stratolaunch, propulsé par six réacteurs et capable de lancer une fusée.

## Yachts

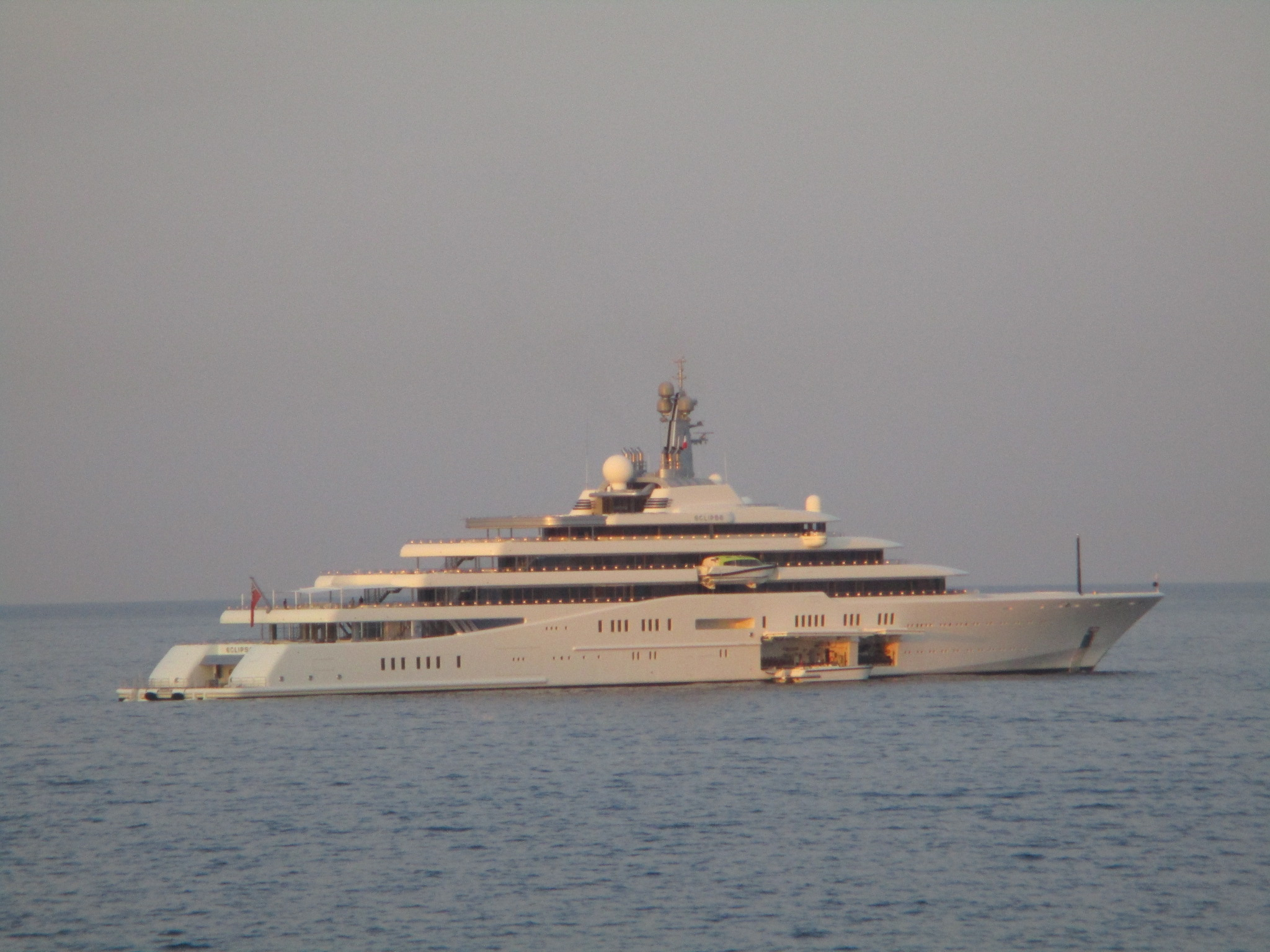
L'Eclipse de 2009.

Paul Allen est amateur de yachts et en possède plusieurs modèles. En 2003, il fait construire le plus long et le plus luxueux de la planète à son lancement, baptisé Octopus (pieuvre) en clin d’œil à la chanson Octopus's Garden des Beatles. Avec 127 mètres de long, il est détrôné depuis par l'Eclipse du russe Roman Abramovitch. Il n'est plus en 2013 qu'à la quatorzième place du palmarès. Il était le plus extravagant, avec à son bord salle de cinéma, piscine, terrain de basket-ball, héliport et même un sous-marin. Octopus abrite aussi une salle de vidéoconférence qui permet à Paul Allen de discuter à tout moment avec les dirigeants de ses entreprises.
Paul Allen possède aussi deux autres yachts, Tatoosh et Méduse.

## Île privée
L'île Allan est une île privée de 292 acres (118 ha) située au sud-ouest d'Anacortes dans l'État de Washington et fait partie de la chaîne des îles San Juan. Le milliardaire Paul Allen achète l'île en 1992. Allen avait initialement l'intention de construire une maison de vacances sur l'île Allan, jusqu'à ce qu'il achète une propriété distincte dans les San Juans en 1996 qu'il préférait à la place. Une tentative de vente d'Allan Island en 2005 pour 25 millions de dollars n'a pas réussi à attirer les acheteurs. Allen a encore essayé de vendre l'île en 2011 pour 13,5 millions de dollars. Il l'a finalement vendue en décembre 2013 pour 8 millions de dollars.

## Philanthropie
En 1988, Paul Allen fonde avec sa sœur, Jody Allen (en), la fondation Paul G. Allen Family Foundation.
En 2006, il crée la fondation Paul G. Allen Family Foundation à qui il va léguer 100 millions de dollars. Cette fondation a pour mission d'aider des projets dans le domaine de l'art, de la culture, de l'éducation et du social.
En 2014, il fait un don de 100 millions de dollars à l'Organisation mondiale de la santé (OMS) pour lutter contre le virus ebola.
La même année, il consacre 100 millions de dollars pour créer le Allen Instit Cell Science, un organisme de recherche dont la mission est consacrée à la compréhension du rôle des cellules du corps humain dans le déclenchement et la progression d'une maladie chez l'homme.

## Art

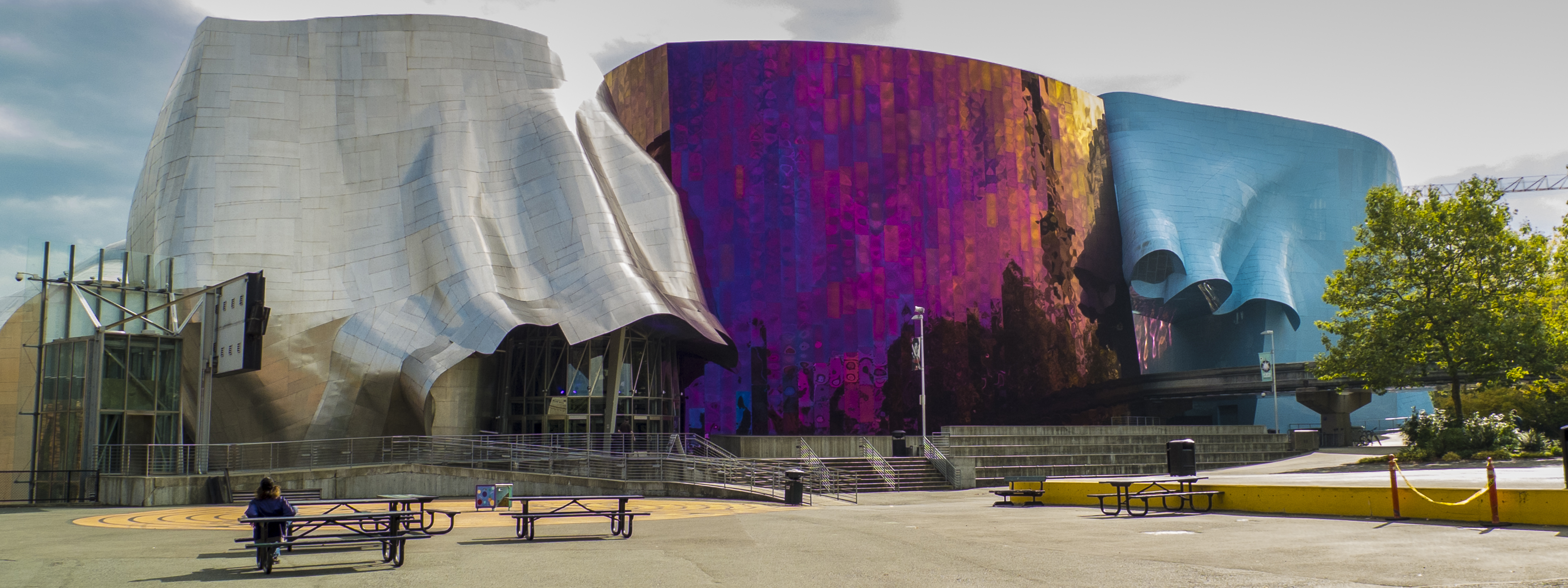
Museum of Pop Culture (MoPOP) de Seattle.

Paul Allen finance la fondation du Museum of Pop Culture (MoPOP) de Seattle en 2004.
À la suite de sa disparition en 2018, sa collection Paul Allen de peinture d'art est vendue aux enchères pour plus de 1,6 milliard $ en novembre 2022 chez Christie's à New York, devenant la plus grosse vente de l'histoire du marché de l'art. Six pièces sont vendues pour plus de 100M de $ : Seurat, Les Poseuses Ensemble (Petite version), ($149 millions) ; Paul Cézanne (1888-90), La Montagne Sainte-Victoire ($138 millions) ; Vincent van Gogh, Verger avec cyprès ($117 millions) ; et Gustav Klimt (1903), Birch Forest ($105 millions). La vente comportait aussi des oeuvres de Botticelli, David Hockney, Roy Lichtenstein, Edward Hopper, Andy Warhol, Jasper Johns et Jan Brueghel le Jeune,

## Publication
- 2011 : Idea Man (en), autobiographie.

## Cinéma, télévision
- 1999 : Les Pirates de la Silicon Valley, téléfilm de Martyn Burke, inspiré de l'histoire des débuts de Microsoft .